# امرزة

تعديل مصدري - تعديل

امرزة هي إحدى قرى عزلة جيشان بمديرية جيشان التابعة لمحافظة أبين، بلغ تعداد سكانها 46 نسمة حسب تعداد اليمن لعام 2004.